# Шентюрє
Шентюрє (словен. Šentjurje) — поселення в общині Іванчна Гориця, Осреднєсловенський регіон, Словенія. Висота над рівнем моря: 318,5 м.